# 能仁乡
能仁乡，是中华人民共和国安徽省滁州市定远县下辖的一个乡镇级行政单位。

## 行政区划
能仁乡下辖以下地区：
能仁村、农科村、凉亭村、凉西村、绿化村、三塘村、朱程村和清水村。